# Oles Solovej
Oles Solovej  je ukrajinski slikar. Cijenjeni je slikar srednjeg naraštaja. Bio je asistent akademika Mikole Andrijoviča Storoženka. Suprug slikarice Ivanke Moskovke.